# Sporophila palustris morfo de color «zelichi»
Sporophila palustris morfo de color «zelichi», denominado comúnmente capuchino de collar, capuchino de collar blanco, o espiguero de Narosky, es una variante en el plumaje, muy distinta del fenotipo típico del capuchino pecho blanco Sporophila palustris. Luego de un profundo análisis de todas las variables, la conclusión fue que sería un morfo de color de Sporophila palustris, y no una especie plena como se la solía considerar. 

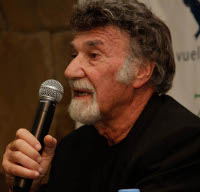
Samuel Narosky, el descriptor de este morfo como una especie plena.

## Características
Mientras que el plumaje tradicional de S. palustris presenta el cuello dorsal plomizo, al igual que el dorso, en la variante zelichi el blanco de la garganta también cubre por completo el cuello dorsal, donde forma un ancho collar. Otra importante característica que lo separa es que el dorso no es plomizo sino es rufo o canela.
La hembra es idéntica a las del grupo de los capuchinos. Se lo ha estudiado en cautividad durante muchos años. A partir de los 2 años el macho comienza a mostrar algunas de las características que poseerá el plumaje de adulto, el cual sólo lo adquiere de manera definitiva recién al cumplir de 4 a 5 años. Durante el invierno el colorido del plumaje tiende a apagarse.

## Distribución geográfica, hábitats, y costumbres
Fue descubierta por el doctor Mateo Ricardo Zelich, y a él le fue dedicada al ser descrita. Este naturalista entrerriano ha investigado durante décadas la evolución del género Sporophila en esa provincia. Según este investigador, era «escasa» entre los años 1925 y 1935.
Siempre fue muy poco conocida por los científicos, no así por los pobladores de la zona. En las décadas de 1970 y 1980 era bien conocida por las personas que se dedicaban a atrapar aves silvestres para su comercialización, quienes la observaban regularmente y capturaban en zonas pantanosas del centro y oriente de Entre Ríos.
Localidades donde se lo ha registrado:
En la Argentina.
- Arroyo Perucho Verna (32°10′S 58°10′O), de allí proviene el espécimen tipo (N.º 1): un macho adulto colectado el 28 de febrero de 1969. También se encontraron restos de sus nidos. Medidas en mm= culmen: 8; cuerda del ala: 54; cola: 37; tarso: 12.
- Puerto Liebig (32°08′S 58°16′O), allí un macho adulto fue colectado el 3 de febrero de 1975. Este y el anterior sirvieron para describir la supuesta especie, y están depositados en el gabinete de ejemplares tipo de la colección de la División Ornitología del Museo Argentino de Ciencias Naturales Bernardino Rivadavia (MACN). Lleva el N.º 2 —Paratipo—; medidas en mm= culmen: 8; cuerda del ala: 55; cola: 36; tarso: 12; largo total: 102.
- 30 km al norte de Concordia, allí fueron capturados vivos 2 machos (un inmaduro y un adulto) respectivamente en febrero de 1973 y febrero de 1971, los que quedaron cautivos. mantenidos en cautiverio, habiendo sido . Esta especie también había sido registrada una sola vez en el
- Parque nacional El Palmar (31°49′S 58°15′O), posiblemente por falta de hábitat adecuado, presenta esta área protegida un único registro, en el mes de mayo.
- Puerto Boca (33°03′S 58°23′O), donde se observaron en diciembre de 1991 y enero de 1992 un macho adulto (posiblemente en pareja) y un macho subadulto.
- Federación (31°00′S 57°54′O), localidad señalada por Canevari, pero sin detalles.
- Esteros del Iberá.[2]

En el Brasil.
- Bañado São Donato (29°00′S, 56°10′W), oeste del estado de Río Grande del Sur. Un macho, junto a su posible pareja, observados el 21 de noviembre de 2002, junto a otras especies del género, tal vez como etapa en su viaje hacia el sur.

En el Paraguay.
- Concepción;
- Itapúa.

En el Uruguay.
- En el AICA Bañados del Este, Rocha;[6]
  - Sierra de Chafalote. Registrado entre el 20 y 22 de diciembre de 1999, en vegetación palustre a 10 km al noreste de la ciudad de Rocha.
  - Bañado de los Indios (53°40’W, 33°56’S), Ruta 14, km 487; entre el 13 y el 20 de febrero, y el 7 de marzo de 2000.
  - Estación Biológica Potrerillo de Santa Teresa (53°37’W, 33°58’S), la especie fue nuevamente observada el 5 y el 20 de enero de 2001.
- En el AICA Serranías del Este, Lavalleja, Maldonado, y Rocha;
- En el AICA Meseta de Artigas, Paysandú.

Es un ave de ambientes palustres. El hábitat adecuado son zonas semiabiertas con pequeños parches arbustivos, cerca de nacientes de pequeños arroyos, con «embalsados». Los machos delimitan sus pequeños territorios —50 por 70 m— mediante ejemplares del género Acacia, los cuales también los emplean como percha para cantar, al igual que las inflorescencias de Eryngium. El ambiente es un pastizal pantanoso de Panicum grumosum que permanece gran parte del año cubierto por 20 y 40 cm. 
Se alimentaban de semillas de plantas herbáceas, en especial de Paspalum dilatatum, y Paspalum quadrifarium. 
Se presume que la estación reproductiva ocurre entre noviembre y marzo. Se lo encontró criando nidadas de 3 pichones, los que son volantones dependientes a la semana de nacidos; los que son alimentados por ambos padres. Mantiene interacciones territoriales con otros machos, tanto del S. palustris típico y en especial con S. hypochroma.
Llegaba a Entre Ríos en la primavera austral, a mediados de noviembre. En marzo, los juveniles y adultos de S. zelichi se unen en bandadas mixtas junto con otras Sporophila, migrando luego, posiblemente hacia el norte, antes de que llegue el otoño. Sus territorios de invernada eran desconocidos.

## Historia taxonómica
Originalmente el morfotipo fue descrito por Samuel Narosky en el año 1977 como una nueva especie: Sporophila zelichi Narosky, 1977. Los ejemplares que sirvieron para la descripción original fueron capturados en el humedal que acompaña al arroyo Perucho Verna un pequeño curso de agua de la cuenca hidrográfica del río Uruguay, departamento Colón, en proximidades del límite con el departamento Uruguay en los alrededores de la localidad de Pronunciamiento ubicada en el este de la provincia de Entre Ríos en el noreste de la República Argentina.
Desde su misma descripción se planteó la posibilidad de que S. zelichi no fuera una buena especie, conjeturándose la eventualidad de que tal vez las aves que se capturaban con este particular plumaje fueran sólo híbridos de las muchas especies que nidifican en simpatría en la región, o una fase de color de alguna de ellas. 
Eugene Eisenmann, el 8 de septiembre de 1972, escribió al autor de la especie sus dudas sobre la validez del nuevo taxón: 

«Su mención de que Sporophila cinnamomea fue encontrada en la misma zona, me sugiere la posibilidad que el Sporophila desconocido (S. zelichi) pueda ser un híbrido entre S. palustris y S. cinnamomea. Esta sería una explicación fácil para la mayor extensión del plumaje castaño en las partes superiores, pero no para el blanco del cuello dorsal. Sin embargo, no es infrecuente que ejemplares híbridos muestren caracteres no visibles en alguna de las formas parentales,
aunque está presente en otras especies congéneres del mismo grupo dentro de Sporophila, y presumiblemente, en un antepasado».

Por largo tiempo fue considerada una de las especies de aves más raras del Neotrópico, con una población global estimada entre los 50 y los 249 individuos. Estaba bajo amenaza en razón de que eran fuertemente buscados para ser comercializados como ave de jaula, debido a su canto y hermosos colores. También sufría incendios de su hábitat durante la época de nidificación. En esos años, en numerosas ocasiones su validez como taxón fue puesta en duda.
Fueron puestas a prueba 4 posibles hipótesis sobre el estatus sistemático de Sporophila zelichi:
1. Es una especie válida;
2. Es un híbrido entre Sporophila cinnamomea y Sporophila palustris;
3. Es un morfo de color de S. cinnamomea;
4. Es un morfo de color de S. palustris.

S. zelichi compartía con S. palustris el mismo tipo de hábitat palustre, y las vocalizaciones de ambas eran indistingibles entre sí. En cambio, ambas se separaban fácilmente de S. cinnamomea pues las vocalizaciones de este eran marcadamende distintas, además diferían también en que este último requiere hábitats no palutres. Por todo ello, la hipótesis 4 resultó fuertemente corroborada gracias a los análisis de hábitats y vocalizaciones, por lo que se propuso que S. zelichi pase a ser tratada sólo como un morfo de color de S. palustris.
Por cerca de 30 años fue aceptada como especie. Sólo en la primera década del siglo XXI la mayor parte de la comunidad científica dejó de considerarla como un taxón distinto, y comenzó a ser removida de los listados de especies, aunque aún aparece como especie en algunos trabajos y guías de campo, e incluso, en el año 2012, en algunas páginas web de información científica continuó figurando como válida.